# Pyrrhopyge thericles
Espèce
Pyrrhopyge thericles est une espèce de lépidoptères (papillons) de la famille des Hesperiidae, de la sous-famille des Pyrginae, de la tribu des Pyrrhopygini et du genre Pyrrhopyge.

## Dénomination
Pyrrhopyge thericles a été nommé par Paul Mabille en 1891.

### Nom vernaculaire
Pyrrhopyge thericles se nomme Thericles Firetip ou Impostor Firetip en anglais,.

### Sous-espèces
- Pyrrhopyge thericles thericles ; présent au Brésil.
- Pyrrhopyge thericles fola Evans, 1951 ; présent en Colombie et au Venezuela.
- Pyrrhopyge thericles grinda Evans, 1953 ; présent en Guyana.
- Pyrrhopyge thericles orientis Bell, 1947 ; présent au Brésil.
- Pyrrhopyge thericles ponicia Evans, 1951 ; présent dans le nord du Brésil, au Surinam et en Guyane.
- Pyrrhopyge thericles pseudophidias Bell, 1931 ; présent au Costa Rica, à Panama, au Venezuela, en Colombie, en Équateur, au Pérou et dans le nord du Brésil.
- Pyrrhopyge thericles rileyi Bell, 1931 ; présent en Équateur et en Bolivie.
- Pyrrhopyge thericles ronda Evans, 1953 ; présent à Trinité-et-Tobago[1],[3].

## Description
Pyrrhopyge thericles est un papillon d'une envergure d'environ 45 mm pour le mâle, 50 mm pour la femelle, au corps trapu noir, à la tête et l'extrémité de l'abdomen rouge. 
Les ailes sont de couleur bleu ardoise foncé presque noir à frange blanche avec sur le revers, aux ailes postérieures, une partie basale blanche veinée de foncé.

## Écologie et distribution
Pyrrhopyge thericles est présent au Costa Rica, à Panama, au Venezuela, en Colombie, à Trinité-et-Tobago, en Bolivie, en Équateur, au Pérou, au Brésil, au Surinam, en Guyana et en Guyane,.

### Biotope
Pyrrhopyge thericles réside dans la forêt primaire humide jusqu'à 1 200 m.

### Protection
Pas de statut de protection particulier.